# Cmentarz przykościelny w Sarnakach
Cmentarz przykościelny w Sarnakach – zabytkowa nekropolia rzymskokatolicka w Sarnakach, w sąsiedztwie kościoła św. Stanisława.
Cmentarz założony został na początku XIX w., równocześnie z budową drewnianego kościoła św. Stanisława, ufundowanego w 1816. Na jego terenie przetrwały jedynie dwa nagrobki z XIX stulecia.